# Frank McCoppin
Frank McCoppin (né le 4 juillet 1834 dans le comté de Longford en Irlande, mort le 26 mai 1897 à San Francisco) est un homme politique irlandais et américain, 10e maire de San Francisco entre 1867 et 1869. C'est le premier maire de la ville né à l'étranger.

## Biographie
Né dans le comté de Longford en Irlande, McCoppin est membre de la Police royale irlandaise en 1851. Il émigre aux États-Unis en 1853. En 1860, il est superviseur de la Market Street Railway, et peu après il est élu au San Francisco Board of Supervisors, puis élu maire de la ville en 1867 en tant que démocrate. Il est en poste du 2 décembre 1867 au 5 décembre 1869. Il approuve le plan du Golden Gate Park en 1868. Cependant une polémique sur ses origines et sa citoyenneté (il n'aurait pas été naturalisé) ont conduit à sa défaite aux élections de 1869. En 1886 il se présente à la maison des représentants, mais est battu par William W. Morrow. Ultérieurement il effectue deux mandats au sénat de Californie. Il meurt d'un cancer de l'estomac en 1897.